# Cerro Pan de Azúcar
Der Cerro Pan de Azúcar (Deutsch: Zuckerhut) ist ein Berg in Uruguay.
Er ist mit einer Gipfelhöhe von 389 m der dritthöchste Punkt Uruguays. Auf dem Gipfel des kegelförmigen Cerro Pan de Azúcar befindet sich ein 32 Meter hohes Kreuz, das über eine sich in dessen Innerem befindliche Wendeltreppe bestiegen werden kann. Der Berg liegt im Departamento Maldonado bei der Stadt Pan de Azúcar isoliert von der unweit davon bei Piriápolis bis fast an den Río de la Plata reichenden Sierra de las Ánimas.

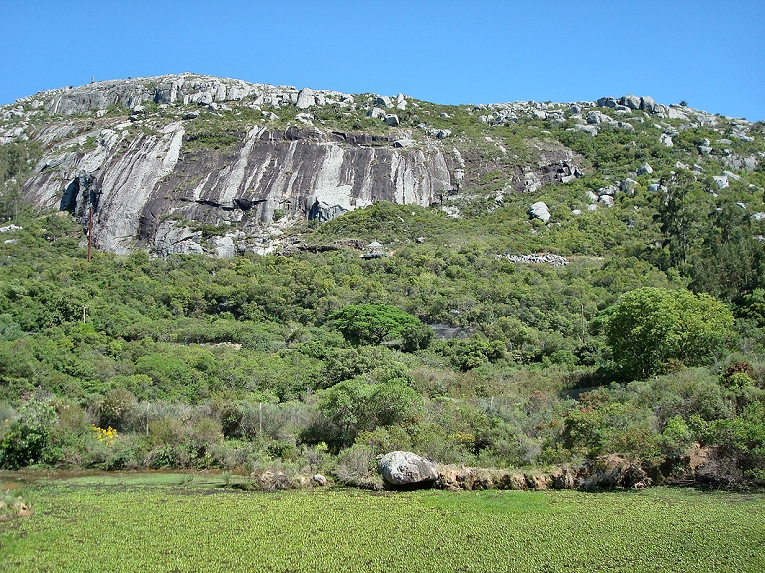
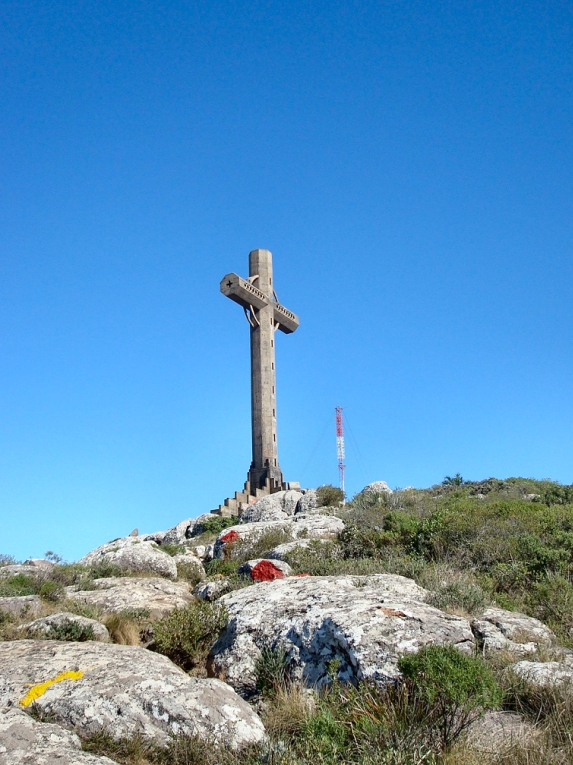
Gipfelkreuz
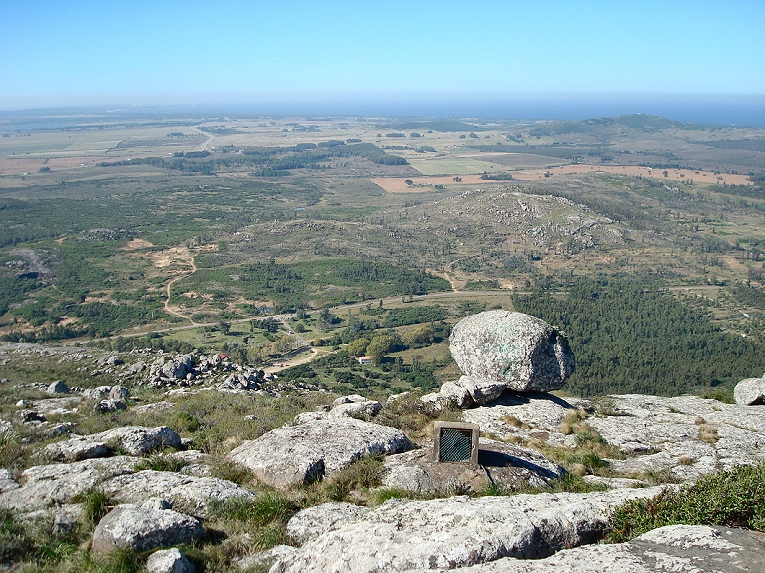
Blick vom Gipfel nach Südosten